# CCTV-4
CCTV-4(CCTV-4 中文国际, 중국어: 中国中央电视台中文国际频道)은 중국중앙텔레비전의 텔레비전 채널 중 하나이며, 중국어 국제 방송 채널이다. 중국 본토 외 거주하는 중국계를 위한 채널로, 뉴스, 다큐멘터리, 음악, 드라마, 스포츠 등의 다양한 프로그램을 방송하고 있다. 대표적인 뉴스 프로그램으로 중국신문(中国新聞)과 교양 프로그램인 통러우조우(同乐五洲)가 있다.

## 역사
CCTV-4 국제 채널은 1992년에 첫 방송을 시작하였다. 처음 방송 당시에는 하루 6시간 동안 방송되었다. 1994년에는 12시간으로, 1998년에는 18시간으로 확대되었다. 현재에는 24시간 동안 방송하고 있다.
CCTV-4의 방송 언어는 개국 당시 영어와 중국어의 2개 언어로 방송되었고, 이후 프랑스어나 스페인어 등의 외국어도 차례로 방송을 시작하였으나, 영어 방송은 2000년 9월 15일에 영어 채널 CCTV-9로 분리되었고, 스페인어와 프랑스어 방송도 2004년 10월 1일에 CCTV-E&F란 채널로 이전하였다.
2007년 4월 1일부터는 각 대륙별(아시아, 유럽, 아메리카)로 세 개의 채널로 나뉘게 되었다.
2014년 6월 1일부터 HD 방송의 시험방송을 시작하였고, 2014년 12월 25일에 CCTV-4의 방송 대부분을 16:9 와이드 화면으로 차례차례 바꾸었다. 2015년 4월 15일에는 스타 6A(鑫诺六号)를 통한 CCTV-4 아시아 HD 버전의 송출을 시작하였다.

## 채널 정보
- KT스카이라이프 : 177
- B tv : 274
- 지니 TV : 295
- U+ TV : 208

## 같이 보기
- 중국중앙텔레비전